# Koji Sakamoto
Koji Sakamoto (født 3. december 1978) er en tidligere japansk fodboldspiller.
Han har spillet for flere forskellige klubber i sin karriere, herunder Júbilo Iwata og Shonan Bellmare.